# 数来宝
“數來寶”（或“數白欖”）是中華文化特有的一種曲艺。這種活動可作為一種藝術表演的形式，通常由一人獨自進行或是由雙人共同進行，進行的方式是用唸的，唸的內容則可分為事前預備或是即時現場反應的二種，唸的人藉由控制每句的字數、節奏及幽默風趣但又淺顯易懂的字句，來達到娛樂逗趣聽眾的目的。